# ATLAS (experiment)
A Toroidal LHC ApparatuS, zkráceně ATLAS, je projekt/experiment Evropské organizace pro jaderný výzkum (CERN), který probíhá na urychlovači LHC (Large Hadron Collider).
Zabývá se hledáním a studiem částic hmoty. Jedním z cílů bylo také dokázání předpovězeného Higgsova bosonu.
ATLAS je též název detektoru, který k tomuto experimentu slouží.
Projektu se účastní asi 3000 vědců ze 181 institucí ve 38 zemích.

## ATLAS (detektor)
ATLAS je největší detektor částic, který kdy byl vyroben.
Nachází se 100 m pod zemským povrchem nedaleko vesnice Meyrin ve Švýcarsku.

### Parametry[2]
- hmotnost: 7 000 tun
- délka: 46 m
- výška: 25 m
- šířka: 25 m

## Princip experimentu
Paprsky částic z urychlovače LHC se srazí ve středu detektoru ATLAS, čímž vzniknou nové částice, které detektor zaznamená.

## ATLAS a Higgsův boson
Dne 4. července 2012 byl na základě dat z experimentů ATLAS a CMS oznámen objev nového bosonu, který svými vlastnostmi odpovídal dlouho hledanému Higgsově bosonu.
14. března 2013 došlo na základě dalších experimentů k potvrzení tohoto objevu.